# Novhorod-Siverskyi
Novhorod-Siverskyi (tiếng Ukraina: Новгород-Сіверський) là một thành phố của Ukraina. Thành phố này thuộc tỉnh Chernihiv. Thành phố này có diện tích ? km², dân số theo điều tra dân số năm 2001 là 15.175 người.